# Diapason (tijdschrift)
Diapason is een Frans tijdschrift voor klassieke muziek.

## Geschiedenis
Diapason ontstond na de Tweede Wereldoorlog in Angers. In 1956 kwam er een nationale editie, en specialiseerde men zich in muziekbesprekingen van opnames. In de beginperiode werden zowel bijvoorbeeld Sylvie Vartan en Gilbert Becaud als Ferenc Fricsay besproken. Onder andere wegens het overaanbod specialiseerde het tijdschrift zich meer en meer in klassieke muziek. Gaandeweg werd het tijdschrift toonaangevend, onder meer door zijn hogere oplage dan de concurrentie en de reputatie van zijn redacteurs.

## Inhoud
Anno 2008 is Diapason een maandblad, uitgegeven door Mondadori France dat, ook buiten Frankrijk, wordt gezien als de referentie voor muziekkritiek van (klassieke) opnames. Emmanuel Dupuy is hoofdredacteur. 
Behalve de rubrieken met achtergrondnieuws over concerten, festivals, instrumenten en tv-programma's bevat het tijdschrift ook een rubriek met interviews, boekbesprekingen en een agenda. Van bij het begin was er ook een rubriek "hi-fi", waarin de evolutie van de technische aspecten van muziekopname en -weergave werden besproken. 
Het bekendst is het tijdschrift om zijn maandelijkse diapason d'or. De lezers verkiezen ook elk jaar een Artist of the Year. Deze eer kwam in 2008 toe aan de cellist Jean-Guihen Queyras.